# Giwat Amal Bet
Giwat Amal Bet (hebr. גבעת עמל ב; Wzgórze Pracy Bet) – osiedle mieszkaniowe w Tel Awiwie, znajdujące się na terenie Dzielnicy Czwartej.

## Położenie
Osiedle leży na nadmorskiej równinie Szaron. Jest położone we wschodniej części aglomeracji miejskiej Tel Awiwu, na południe od rzeki Jarkon. Północną granicę osiedla stanowi Park Abramowicza, wschodnią granicą jest ulica Josef Pa'amoni, a zachodnią ulica HaZohar. Od północy, wschodu i zachodu osiedle sąsiaduje z osiedlem Bawli. Na południu, za ulicą HaRav Shlomo Goren znajduje się osiedle Park Cammeret.

## Historia
Pierwotnie w miejscu tym znajdowała się arabska wioska Al-Jammasin al-Gharbi (arab. جمّاسين الغربي), utworzona w XVIII wieku przez Beduinów. W 1945 liczyła ona 1080 mieszkańców. Podczas Wojny domowej w Mandacie Palestyny wioska została otoczona przez osiedla i drogi kontrolowane przez siły żydowskie. Ze względu na trudne warunki życia w tej okrążonej arabskiej enklawie, większość mieszkańców wioski zdecydowała się na jej opuszczenie. 7 stycznia 1948 siły Hagany zmusiły pozostałych do opuszczenia wsi. Wioska została całkowicie opuszczona w dniu 17 marca 1948, kiedy to Hagana zajęła opuszczone domy.
Na terenie zniszczonej arabskiej wioski wybudowano współczesne osiedle mieszkaniowe Bawli, a w 2000 rozpoczęto budowę domów osiedla Giwat Amal Bet.

## Architektura
Obszar osiedla stanowi niewielki obszar we wschodniej części centrum miasta. Znajdują się tutaj niskie domy mieszkalne.

## Religia
Na południowo-wschodnim obrzeżu osiedla znajdują się dwie synagogi (przy ulicach HaRav Nisim i HaRav Shlomo Goren).

## Transport
Przy osiedlu znajduje się skrzyżowanie ulicy Pinkas z Namir, będąca miejskim odcinkiem drogi ekspresowej nr 2  (Tel Awiw-Netanja-Hajfa). Na wschód od niej przebiega autostrada nr 20  (Ayalon Highway).